# توماس فیتزجرالد
توماس فیتزجرالد (به انگلیسی: Thomas Fitzgerald) سناتور سابق عضو حزب دموکرات ایالات متحده آمریکا بود. وی در سال ۱۸۴۸ تا ۱۸۴۹ میلادی سناتور ایالت میشیگان در سنای ایالات متحده آمریکا بود.